# Engelbert Kupka
Engelbert Kupka (* 21. Januar 1939 in Rosenberg, Oberschlesien) ist ein bayerischer Politiker der CSU. Von 1990 bis 2008 war er Mitglied des Bayerischen Landtags. Von 1972 bis 1990 war er 1. Bürgermeister der Gemeinde Unterhaching im Landkreis München.  Von 1973 bis 2012 war er Präsident der SpVgg Unterhaching und  führte er den Verein vom Amateurlager in die Bundesliga. Der Rechtsanwalt wurde mit dem Bundesverdienstkreuz und dem Bayerischen Verdienstorden ausgezeichnet.

## Leben und Politik
Kupka machte 1959 auf dem Wittelsbacher-Gymnasium München das Abitur. 1959/1960 leistete er seinen Wehrdienst bei der Luftwaffe. Danach studierte er Rechtswissenschaft und Volkswirtschaftslehre an der Ludwig-Maximilians-Universität München. 1968 bestand er das Assessorexamen. Von 1969 bis 1972 arbeitete er als Regierungsrat in der bayerischen Finanzverwaltung und als Lehrer an der Landesfinanzschule. Seit 1972 war er Kreisrat im Landkreis München-Land. 1972 wurde er außerdem zum 1. Bürgermeister der Gemeinde Unterhaching gewählt und blieb dies bis 1990. 1978 bis 1996 fungierte Engelbert Kupka als Stellvertreter des Landrats. Seit 1990 arbeitete er auch als Rechtsanwalt.
Er ist Mitglied des Bezirksvorstandes der CSU Oberbayern und Mitglied des Rundfunkrates des Bayerischen Rundfunks.
Am 14. Oktober 1990 wurde Engelbert Kupka für den Stimmkreis München-Land-Süd in den Bayerischen Landtag gewählt, dem er bis 2008 angehörte. Er war Mitglied des Ausschusses für Staatshaushalt und Finanzfragen. Am 7. Dezember 2005 wurde er mit 90,8 % der Stimmen zum stellvertretenden Fraktionsvorsitzenden als Nachfolger von Otmar Bernhard gewählt, der als Staatssekretär ins Umweltministerium wechselte. Zur Landtagswahl in Bayern 2008 stand er nicht mehr zur Wahl.
Kupka war Vorsitzender des Untersuchungsausschusses Staatsministerin Monika Hohlmeier, der am 16. Dezember 2004 mit großer Mehrheit vom Bayerischen Landtag eingesetzt wurde. Dieser Untersuchungsausschuss befasste sich u. a. mit der „Münchner CSU-Affäre“ um Stimmenkauf und Wahlmanipulation in der Münchner CSU. Seine Ausschussleitung stieß mehrfach auf Kritik. Am 19. Januar 2005 verursachte ein Brief Kupkas großen Unmut bei SPD und Grünen. Die Opposition deutete das Schreiben so, dass die CSU-Fraktion eine Zeugenaussage Monika Hohlmeiers zu den Vorgängen in der Münchner CSU verhindern wolle. Am 22. April 2005 kam es zu einem regelrechten Eklat, der zum vorzeitigen Abbruch einer Sitzung führte. SPD und Grüne warfen der CSU-Mehrheit die offene Behinderung der Aufklärungsarbeit vor und die Fraktionschefin der Grünen, Margarete Bause, kritisierte den Ausschuss-Vorsitzenden als einseitig und parteiisch. Kupka fahre „eine bewusste Obstruktions- und Verwirrungsstrategie.“ Erst nach einem Vermittlungsgespräch bei Landtagspräsident Alois Glück (CSU) am 26. April 2005 kam es zwischen Regierung und Opposition zu einem Kompromiss. Der Ausschuss konnte weitergehen. Am 15. Februar 2007 legte Kupka dem Plenum des Landtages den Schlussbericht vor, der eine heftige Debatte auslöste, weil er von der Opposition als beschönigend und als „Persilschein“ empfunden wurde.
Engelbert Kupka ist verheiratet und hat zwei Töchter. Als Hobbys gibt er Tennis, Golf, Joggen und Musik an.

## Auszeichnungen
- Bürgermedaille in Gold der Gemeinde Unterhaching
- Goldener Ehrenring des Landkreises München
- Ehrenzeichen des BRK
- Bundesverdienstkreuz am Bande (6. Dezember 1996)[7]
- Bayerischer Verdienstorden (12. Juli 2004), durch Edmund Stoiber

## Mitgliedschaften
Von 1973 bis Mitte 2012 war Kupka Präsident der SpVgg Unterhaching. Nach 39 Jahren Amtszeit – der längsten eines Präsidenten im deutschen Profifußball – stellte er sein Amt im Rahmen einer außerordentlichen Mitgliederversammlung zur Verfügung. In seine Präsidentschaft fielen auch die zwei Jahre der Bundesligazugehörigkeit des Vereins.
Kupka ist Mitglied im Kuratorium des Integrationszentrums für Cerebralparesen (ICP) München (früher: Spastiker-Zentrum München) sowie im Kuratorium  Neues Jüdisches Gemeinde- und Kulturzentrum am St.-Jakobs-Platz München.
Kupka ist ferner Vorsitzer des Aufsichtsrates der IABG GmbH in Ottobrunn.